# Coupe du monde de beach soccer 2005
Navigation
Édition précédente Édition suivante
La Coupe du monde de beach soccer de 2005 est la première édition du genre sous le contrôle de la FIFA. Les éditions précédentes n'étaient pas organisées par cette dernière, et étaient intitulées « Championnats du monde de beach soccer ». Le tournoi s'est déroulé du 8 mai au 15 mai sur la plage de Copacabana à Rio de Janeiro au Brésil.

## Équipes qualifiées pour la phase finale
| Afrique (CAF) - Afrique du Sud (invitation) Amérique du Nord, Amérique Centrale et Caraïbes (CONCACAF) - États-Unis Amérique du Sud (CONMEBOL) - Argentine - Brésil - Uruguay | Asie (AFC) - Japon (invitation) - Thaïlande (invitation) Europe (UEFA) - Espagne - France - Portugal - Ukraine Océanie (OFC) - Australie (invitation) |

## Phase de groupes

### Règlement
- 12 équipes réparties dans 4 groupes composés chacun de 3 équipes se disputeront les deux premières places qualificatives pour les quarts de finale.

- La rencontre se déroule en 3 périodes de 12 minutes chacune.

- Une victoire dans le temps réglementaire vaut trois points, une victoire en prolongation ou aux tirs au but vaut deux points et toute défaite vaut zéro point. En cas de résultat nul à l'issue du temps réglementaire, les deux équipes prennent part à une prolongation de 3 minutes, puis si elles ne se sont toujours pas départagées à une séance de tirs au but.

- Un carton rouge est synonyme d'exclusion pendant 2 minutes, puis de non-participation pour match suivant.

- Les critères suivants départagent les équipes en cas d'égalité :

1. le plus grand nombre de points obtenus dans les matches de groupe entre les équipes à égalité ;
2. la différence de buts particulière dans les matches de groupe entre les équipes à égalité ;
3. le plus grand nombre de buts marqués dans les matches de groupe entre les équipes à égalité ;
4. la différence de buts dans tous les matches du groupe ;
5. le plus grand nombre de buts marqués dans tous les matches du groupe ;
6. le plus petit nombre de cartons rouges dans tous les matches du groupe ;
7. le plus petit nombre de cartons jaunes dans tous les matches du groupe ;
8. tirage au sort par la commission d’organisation de la FIFA.

### Groupe A
| Rang | Équipe    | Pts | J | G | Gt | P | Bp | Bc | Diff |
| ---- | --------- | --- | - | - | -- | - | -- | -- | ---- |
| 1    | Brésil    | 6   | 2 | 2 | 0  | 0 | 13 | 3  | +10  |
| 2    | Espagne   | 3   | 2 | 1 | 0  | 1 | 5  | 5  | 0    |
| 3    | Thaïlande | 0   | 2 | 0 | 0  | 0 | 3  | 13 | -10  |

     Équipe qualifiée ou victorieuse; Pts = points; J = joués; G = gagnés; Gt = gagnés en prolongation ou aux tirs au but; P = perdus;

Bp = buts pour; Bc = buts contre; Diff = différence de buts
| 8 mai 2005 | Brésil                                                                                         | 9–2 | Thaïlande                    | Plage de Copacabana, Rio de Janeiro |                                  |
|            | Júnior Negão 3e · Neném 11e 17e 21e · Bruno 12e 33e · Betinho 14e · Benjamin 26e · Juninho 32e |     | Khongkeaw 27e · Langkeaw 34e | Arbitrage : Carlos Manuel Robles    | Arbitrage : Carlos Manuel Robles |
|            | Rapport                                                                                        |     |                              | Arbitrage : Carlos Manuel Robles    | Arbitrage : Carlos Manuel Robles |

| 9 mai 2005 | Espagne                                         | 4–1 | Thaïlande                                            | Plage de Copacabana, Rio de Janeiro |                            |
|            | Amarelle 17e 29e · David 25e 33e 33e · Nico 34e |     | Langkawong 25e · Y. Polasak 26e 29e · A. Polasak 29e | Arbitrage : Pedro Infantes          | Arbitrage : Pedro Infantes |
|            | Rapport                                         |     |                                                      | Arbitrage : Pedro Infantes          | Arbitrage : Pedro Infantes |

| 10 mai 2005 | Brésil                                                             | 4–1 | Espagne                | Plage de Copacabana, Rio de Janeiro |                               |
|             | Benjamin 5e · Júnior Negão 6e · Bruno 7e · Neném 16e · Juninho 35e |     | Amarelle 3e · David 7e | Arbitrage : José Luís da Rosa       | Arbitrage : José Luís da Rosa |
|             | Rapport                                                            |     |                        | Arbitrage : José Luís da Rosa       | Arbitrage : José Luís da Rosa |

### Groupe B
| Rang | Équipe     | Pts | J | G | Gt | P | Bp | Bc | Diff |
| ---- | ---------- | --- | - | - | -- | - | -- | -- | ---- |
| 1    | Portugal   | 6   | 2 | 2 | 0  | 0 | 13 | 3  | +10  |
| 2    | Japon      | 3   | 2 | 1 | 0  | 1 | 3  | 6  | -3   |
| 3    | États-Unis | 0   | 2 | 0 | 0  | 2 | 5  | 12 | -7   |

     Équipe qualifiée ou victorieuse; Pts = points; J = joués; G = gagnés; Gt = gagnés en prolongation ou aux tirs au but; P = perdus;

Bp = buts pour; Bc = buts contre; Diff = différence de buts
| 8 mai 2005 | Portugal                      | 4–0 | Japon | Plage de Copacabana, Rio de Janeiro |                           |
|            | Alan 10e 20e · Madjer 14e 32e |     |       | Arbitrage : Antonio Buaiz           | Arbitrage : Antonio Buaiz |
|            | Rapport                       |     |       | Arbitrage : Antonio Buaiz           | Arbitrage : Antonio Buaiz |

| 9 mai 2005 | États-Unis                              | 2–3 | Japon                                | Plage de Copacabana, Rio de Janeiro |                                 |
|            | Cazassus 2e · Astorga 6e 7e · Testa 20e |     | Kuroki 15e · Toma 18e · Nakamura 30e | Arbitrage : João Alberto Duarte     | Arbitrage : João Alberto Duarte |
|            | Rapport                                 |     |                                      | Arbitrage : João Alberto Duarte     | Arbitrage : João Alberto Duarte |

| 10 mai 2005 | Portugal                                                                                       | 9–3 | États-Unis                              | Plage de Copacabana, Rio de Janeiro     |                                         |
|             | Hernâni 4e · Alan 6e 19e · Jonas 10e 11e · Madjer 11e 23e 30e · Belchior 11e 21e · Marinho 31e |     | Braga 25e · Astorga 31e · Farberoff 34e | Arbitrage : Carlos Manuel Torres Robles | Arbitrage : Carlos Manuel Torres Robles |
|             | Rapport                                                                                        |     |                                         | Arbitrage : Carlos Manuel Torres Robles | Arbitrage : Carlos Manuel Torres Robles |

### Groupe C
| Rang | Équipe         | Pts | J | G | Gt | P | Bp | Bc | Diff |
| ---- | -------------- | --- | - | - | -- | - | -- | -- | ---- |
| 1    | Uruguay        | 6   | 2 | 2 | 0  | 0 | 12 | 7  | +5   |
| 2    | Ukraine        | 3   | 2 | 1 | 0  | 1 | 12 | 6  | +6   |
| 3    | Afrique du Sud | 0   | 2 | 0 | 0  | 2 | 4  | 15 | -11  |

     Équipe qualifiée ou victorieuse; Pts = points; J = joués; G = gagnés; Gt = gagnés en prolongation ou aux tirs au but; P = perdus;

Bp = buts pour; Bc = buts contre; Diff = différence de buts
| 8 mai 2005 | Uruguay                                                                   | 7–3 | Afrique du Sud                 | Plage de Copacabana, Rio de Janeiro |                          |
|            | Martin 2e 18e 29e · Chueco 2e · Parrillo 10e · Fabian 14e · Ricar 28e 33e |     | Francisco 2e 33e · Mthembu 24e | Arbitrage : João Almeida            | Arbitrage : João Almeida |
|            | Rapport                                                                   |     |                                | Arbitrage : João Almeida            | Arbitrage : João Almeida |

| 9 mai 2005 | Ukraine | 8–1 | Afrique du Sud | Plage de Copacabana, Rio de Janeiro |                           |
|            | Koryenyev 2e 11e 21e · Lysenko 2e · Ulianytskyi 8e · Moroz 10e · Pylypenko 14e · Varenytsya 19e 32e · Bozhenko 23e |     | Dicks 35e      | Arbitrage : Antonio Buaiz           | Arbitrage : Antonio Buaiz |
|            | Rapport |     |                | Arbitrage : Antonio Buaiz           | Arbitrage : Antonio Buaiz |

| 10 mai 2005 | Uruguay                                                                 | 5–4 | Ukraine                                                                       | Plage de Copacabana, Rio de Janeiro |                           |
|             | Seba 9e 30e · Parrillo 10e 25e 33e · Ricar 14e · Diego 14e · Martin 25e |     | Pylypenko 2e 27e · Varenytsya 15e · Bozhenko 23e · Koryenyev 29e · Kucher 29e | Arbitrage : Marcelo Bispo           | Arbitrage : Marcelo Bispo |
|             | Rapport                                                                 |     |                                                                               | Arbitrage : Marcelo Bispo           | Arbitrage : Marcelo Bispo |

### Groupe D
| Rang | Équipe    | Pts | J | G | Gt | P | Bp | Bc | Diff |
| ---- | --------- | --- | - | - | -- | - | -- | -- | ---- |
| 1    | France    | 6   | 2 | 2 | 0  | 0 | 13 | 3  | +10  |
| 2    | Argentine | 3   | 2 | 1 | 0  | 1 | 5  | 9  | -4   |
| 3    | Australie | 0   | 2 | 0 | 0  | 2 | 2  | 8  | -6   |

     Équipe qualifiée ou victorieuse; Pts = points; J = joués; G = gagnés; Gt = gagnés en prolongation ou aux tirs au but; P = perdus;

Bp = buts pour; Bc = buts contre; Diff = différence de buts
| 8 mai 2005 | France                                                    | 5–1 | Australie             | Plage de Copacabana, Rio de Janeiro |                               |
|            | Cardoso 4e 31e · Ottavy 12e · Sciortino 16e · Édouard 26e |     | Steve Karavatakis 17e | Arbitrage : José Luís da Rosa       | Arbitrage : José Luís da Rosa |
|            | Rapport                                                   |     |                       | Arbitrage : José Luís da Rosa       | Arbitrage : José Luís da Rosa |

| 9 mai 2005 | Argentine                                         | 3–1 | Australie                  | Plage de Copacabana, Rio de Janeiro |                             |
|            | Acosta 4e 15e · S. Hilaire 7e · F. Hilaire 8e 29e |     | Bakis 4e · Buonavoglia 26e | Arbitrage : Alberto Moreira         | Arbitrage : Alberto Moreira |
|            | Rapport                                           |     |                            | Arbitrage : Alberto Moreira         | Arbitrage : Alberto Moreira |

| 10 mai 2005 | France | 8–2 | Argentine                                                                                           | Plage de Copacabana, Rio de Janeiro |                          |
|             | Mendy 6e · Sciortino 7e 36e · Sansoni 12e 33e · Ottavy 13e 33e · Samoun 18e 30e · Cardoso 25e 33e · Édouard 27e |     | S. Hilaire 18e · Salgueiro 18e · E. Hilaire 25e · Lopez 25e 30e · Petrasso 27e 27e 33e · Acosta 29e | Arbitrage : João Almeida            | Arbitrage : João Almeida |
|             | Rapport |     | | Arbitrage : João Almeida            | Arbitrage : João Almeida |

## Phase finale

### Format et règlement
Le deuxième tour est disputé sur élimination directe et comprend des quarts de finale, des demi-finales, un match pour la troisième place et une finale. Les vainqueurs sont qualifiés pour le tour suivant, les perdants des demi-finales disputant le match pour la troisième place. Si les deux équipes sont à égalité à la fin du temps règlementaire, une prolongation de 3 minutes est jouée. Si les deux équipes sont toujours à égalité à la fin de la prolongation, le vainqueur est désigné par l'épreuve des tirs au but. 

### Tableau
Les résultats des tirs au but sont marqués entre parenthèses.
|  | Quarts de finale                                 | Quarts de finale                                 | Quarts de finale                                 | Quarts de finale                                 |          |          | Demi-finales                                     | Demi-finales                                     | Demi-finales                                     | Demi-finales                                     |                                                  |                                                  | Finale                                           | Finale                                           | Finale                                           | Finale                                           |
|  |                                                  |                                                  |                                                  |                                                  |          |          |                                                  |                                                  |                                                  |                                                  |                                                  |                                                  |                                                  |                                                  |                                                  |                                                  |
|  | 12 mai 2005, Plage de Copacabana, Rio de Janeiro | 12 mai 2005, Plage de Copacabana, Rio de Janeiro | 12 mai 2005, Plage de Copacabana, Rio de Janeiro | 12 mai 2005, Plage de Copacabana, Rio de Janeiro |          |          | 14 mai 2005, Plage de Copacabana, Rio de Janeiro | 14 mai 2005, Plage de Copacabana, Rio de Janeiro | 14 mai 2005, Plage de Copacabana, Rio de Janeiro | 14 mai 2005, Plage de Copacabana, Rio de Janeiro |                                                  |                                                  | 15 mai 2005, Plage de Copacabana, Rio de Janeiro | 15 mai 2005, Plage de Copacabana, Rio de Janeiro | 15 mai 2005, Plage de Copacabana, Rio de Janeiro | 15 mai 2005, Plage de Copacabana, Rio de Janeiro |
|  | 12 mai 2005, Plage de Copacabana, Rio de Janeiro | 12 mai 2005, Plage de Copacabana, Rio de Janeiro | 12 mai 2005, Plage de Copacabana, Rio de Janeiro | 12 mai 2005, Plage de Copacabana, Rio de Janeiro |          |          | 14 mai 2005, Plage de Copacabana, Rio de Janeiro | 14 mai 2005, Plage de Copacabana, Rio de Janeiro | 14 mai 2005, Plage de Copacabana, Rio de Janeiro | 14 mai 2005, Plage de Copacabana, Rio de Janeiro |                                                  |                                                  | 15 mai 2005, Plage de Copacabana, Rio de Janeiro | 15 mai 2005, Plage de Copacabana, Rio de Janeiro | 15 mai 2005, Plage de Copacabana, Rio de Janeiro | 15 mai 2005, Plage de Copacabana, Rio de Janeiro |
|  | 1er gr.D                                         | France                                           | 7                                                | 7                                                |          |          | 14 mai 2005, Plage de Copacabana, Rio de Janeiro | 14 mai 2005, Plage de Copacabana, Rio de Janeiro | 14 mai 2005, Plage de Copacabana, Rio de Janeiro | 14 mai 2005, Plage de Copacabana, Rio de Janeiro |                                                  |                                                  | 15 mai 2005, Plage de Copacabana, Rio de Janeiro | 15 mai 2005, Plage de Copacabana, Rio de Janeiro | 15 mai 2005, Plage de Copacabana, Rio de Janeiro | 15 mai 2005, Plage de Copacabana, Rio de Janeiro |
|  | 1er gr.D                                         | France                                           | 7                                                | 7                                                |          |          | 14 mai 2005, Plage de Copacabana, Rio de Janeiro | 14 mai 2005, Plage de Copacabana, Rio de Janeiro | 14 mai 2005, Plage de Copacabana, Rio de Janeiro | 14 mai 2005, Plage de Copacabana, Rio de Janeiro |                                                  |                                                  | 15 mai 2005, Plage de Copacabana, Rio de Janeiro | 15 mai 2005, Plage de Copacabana, Rio de Janeiro | 15 mai 2005, Plage de Copacabana, Rio de Janeiro | 15 mai 2005, Plage de Copacabana, Rio de Janeiro |
|  | 2e gr.A                                          | Espagne                                          | 4                                                | 4                                                |          |          | 14 mai 2005, Plage de Copacabana, Rio de Janeiro | 14 mai 2005, Plage de Copacabana, Rio de Janeiro | 14 mai 2005, Plage de Copacabana, Rio de Janeiro | 14 mai 2005, Plage de Copacabana, Rio de Janeiro |                                                  |                                                  | 15 mai 2005, Plage de Copacabana, Rio de Janeiro | 15 mai 2005, Plage de Copacabana, Rio de Janeiro | 15 mai 2005, Plage de Copacabana, Rio de Janeiro | 15 mai 2005, Plage de Copacabana, Rio de Janeiro |
|  | 2e gr.A                                          | Espagne                                          | 4                                                | 4                                                | France   | France   | 4                                                | 4                                                |                                                  |                                                  |                                                  |                                                  | 15 mai 2005, Plage de Copacabana, Rio de Janeiro | 15 mai 2005, Plage de Copacabana, Rio de Janeiro | 15 mai 2005, Plage de Copacabana, Rio de Janeiro | 15 mai 2005, Plage de Copacabana, Rio de Janeiro |
|  | 12 mai 2005, Plage de Copacabana, Rio de Janeiro |                                                  |                                                  |                                                  | France   | France   | 4                                                | 4                                                |                                                  |                                                  |                                                  |                                                  | 15 mai 2005, Plage de Copacabana, Rio de Janeiro | 15 mai 2005, Plage de Copacabana, Rio de Janeiro | 15 mai 2005, Plage de Copacabana, Rio de Janeiro | 15 mai 2005, Plage de Copacabana, Rio de Janeiro |
|  |                                                  |                                                  | Japon                                            | Japon                                            | 1        | 1        |                                                  |                                                  |                                                  |                                                  |                                                  |                                                  | 15 mai 2005, Plage de Copacabana, Rio de Janeiro | 15 mai 2005, Plage de Copacabana, Rio de Janeiro | 15 mai 2005, Plage de Copacabana, Rio de Janeiro | 15 mai 2005, Plage de Copacabana, Rio de Janeiro |
|  | 1er gr.C                                         | Uruguay                                          | Japon                                            | Japon                                            | 1        | 1        | 3                                                | 3                                                |                                                  |                                                  |                                                  |                                                  | 15 mai 2005, Plage de Copacabana, Rio de Janeiro | 15 mai 2005, Plage de Copacabana, Rio de Janeiro | 15 mai 2005, Plage de Copacabana, Rio de Janeiro | 15 mai 2005, Plage de Copacabana, Rio de Janeiro |
|  | 1er gr.C                                         | Uruguay                                          | 14 mai 2005, Plage de Copacabana, Rio de Janeiro |                                                  |          |          | 3                                                | 3                                                |                                                  |                                                  |                                                  |                                                  | 15 mai 2005, Plage de Copacabana, Rio de Janeiro | 15 mai 2005, Plage de Copacabana, Rio de Janeiro | 15 mai 2005, Plage de Copacabana, Rio de Janeiro | 15 mai 2005, Plage de Copacabana, Rio de Janeiro |
|  | 2e gr.B                                          | Japon                                            | 4                                                | 4                                                |          |          |                                                  |                                                  |                                                  |                                                  |                                                  |                                                  | 15 mai 2005, Plage de Copacabana, Rio de Janeiro | 15 mai 2005, Plage de Copacabana, Rio de Janeiro | 15 mai 2005, Plage de Copacabana, Rio de Janeiro | 15 mai 2005, Plage de Copacabana, Rio de Janeiro |
|  | 2e gr.B                                          | Japon                                            | 4                                                | 4                                                | France   | France   | 3 (1)                                            | 3 (1)                                            |                                                  |                                                  |                                                  |                                                  |                                                  |                                                  |                                                  |                                                  |
|  | 12 mai 2005, Plage de Copacabana, Rio de Janeiro |                                                  |                                                  |                                                  | France   | France   | 3 (1)                                            | 3 (1)                                            |                                                  |                                                  |                                                  |                                                  |                                                  |                                                  |                                                  |                                                  |
|  |                                                  |                                                  | Portugal                                         | Portugal                                         | 3 (0)    | 3 (0)    |                                                  |                                                  |                                                  |                                                  |                                                  |                                                  |                                                  |                                                  |                                                  |                                                  |
|  | 1er gr.B                                         | Portugal                                         | Portugal                                         | Portugal                                         | 3 (0)    | 3 (0)    | 5                                                | 5                                                |                                                  |                                                  |                                                  |                                                  |                                                  |                                                  |                                                  |                                                  |
|  | 1er gr.B                                         | Portugal                                         |                                                  |                                                  |          |          |                                                  |                                                  |                                                  |                                                  |                                                  |                                                  |                                                  |                                                  |                                                  |                                                  |
|  | 2e gr.C                                          | Ukraine                                          | 3                                                | 3                                                |          |          |                                                  |                                                  |                                                  |                                                  |                                                  |                                                  |                                                  |                                                  |                                                  |                                                  |
|  | 2e gr.C                                          | Ukraine                                          | 3                                                | 3                                                | Portugal | Portugal | 6 (2)                                            | 6 (2)                                            | Match pour la troisième place                    | Match pour la troisième place                    | Match pour la troisième place                    | Match pour la troisième place                    |                                                  |                                                  |                                                  |                                                  |
|  | 12 mai 2005, Plage de Copacabana, Rio de Janeiro |                                                  |                                                  |                                                  | Portugal | Portugal | 6 (2)                                            | 6 (2)                                            | Match pour la troisième place                    | Match pour la troisième place                    | Match pour la troisième place                    | Match pour la troisième place                    |                                                  |                                                  |                                                  |                                                  |
|  |                                                  |                                                  | Brésil                                           | Brésil                                           | 6 (1)    | 6 (1)    |                                                  |                                                  | 15 mai 2005, Plage de Copacabana, Rio de Janeiro | 15 mai 2005, Plage de Copacabana, Rio de Janeiro | 15 mai 2005, Plage de Copacabana, Rio de Janeiro | 15 mai 2005, Plage de Copacabana, Rio de Janeiro |                                                  |                                                  |                                                  |                                                  |
|  | 1er gr.A                                         | Brésil                                           | Brésil                                           | Brésil                                           | 6 (1)    | 6 (1)    | 9                                                | 9                                                | 15 mai 2005, Plage de Copacabana, Rio de Janeiro | 15 mai 2005, Plage de Copacabana, Rio de Janeiro | 15 mai 2005, Plage de Copacabana, Rio de Janeiro | 15 mai 2005, Plage de Copacabana, Rio de Janeiro |                                                  |                                                  |                                                  |                                                  |
|  | 1er gr.A                                         | Brésil                                           |                                                  |                                                  |          |          |                                                  | 9                                                |                                                  |                                                  | Japon                                            | Japon                                            | 2                                                | 2                                                |                                                  |                                                  |
|  | 2e gr.D                                          | Argentine                                        | 3                                                | 3                                                |          |          |                                                  |                                                  |                                                  |                                                  | Japon                                            | Japon                                            | 2                                                | 2                                                |                                                  |                                                  |
|  | 2e gr.D                                          | Argentine                                        | 3                                                | 3                                                | Brésil   | Brésil   | 11                                               | 11                                               |                                                  |                                                  |                                                  |                                                  |                                                  |                                                  |                                                  |                                                  |
|  |                                                  |                                                  |                                                  |                                                  |          |          |                                                  |                                                  |                                                  |                                                  |                                                  |                                                  |                                                  |                                                  |                                                  |                                                  |

### Quarts de finale
| 12 mai 2005 | France                                                                          | 7–4 | Espagne                        | Plage de Copacabana, Rio de Janeiro |                               |
|             | Valeiro 6e (csc) · Mendy 8e 14e · Cardoso 20e 36+1e · Édouard 23e · Cantona 29e |     | David 13e 35e · Nico 25e 36+1e | Arbitrage : José Luís da Rosa       | Arbitrage : José Luís da Rosa |
|             | Rapport                                                                         |     |                                | Arbitrage : José Luís da Rosa       | Arbitrage : José Luís da Rosa |

| 12 mai 2005 | Portugal                                      | 5–3 | Ukraine                                   | Plage de Copacabana, Rio de Janeiro |                           |
|             | Jonas 13e · Belchior 15e 30e · Madjer 16e 26e |     | Bozhenko 9e · Pylypenko 26e · Moroz 36+1e | Arbitrage : Antonio Buaiz           | Arbitrage : Antonio Buaiz |
|             | Rapport                                       |     |                                           | Arbitrage : Antonio Buaiz           | Arbitrage : Antonio Buaiz |

| 12 mai 2005 | Uruguay                                 | 3–4 | Japon                                        | Plage de Copacabana, Rio de Janeiro |                              |
|             | Ricar 2e 25e · Fabian 2e · Parrillo 18e |     | Kawaharazuka 19e 24e · Makino 19e · Toma 21e | Arbitrage : Christian Hauben        | Arbitrage : Christian Hauben |
|             | Rapport                                 |     |                                              | Arbitrage : Christian Hauben        | Arbitrage : Christian Hauben |

| 12 mai 2005 | Brésil | 9–3 | Argentine                                                                  | Plage de Copacabana, Rio de Janeiro |                                |
|             | Romário 2e 31e 34e · Jorginho 3e · Neném 8e 23e (pen.) · Juninho 9e · Benjamin 16e · Júnior Negão 31e · Buru 36e |     | E. Hilaire 7e 33e · S. Hilaire 8e · Casado 18e · Petrasso 31e · Acosta 35e | Arbitrage : Lakhdar Benchabane      | Arbitrage : Lakhdar Benchabane |
|             | Rapport |     |                                                                            | Arbitrage : Lakhdar Benchabane      | Arbitrage : Lakhdar Benchabane |

### Demi-finales
| 14 mai 2005 | France                                         | 4–1 | Japon            | Plage de Copacabana, Rio de Janeiro |                               |
|             | Mendy 5e 19e · Cardoso 17e 35e · Sciortino 33e |     | Kawaharazuka 36e | Arbitrage : José Luís da Rosa       | Arbitrage : José Luís da Rosa |
|             | Rapport                                        |     |                  | Arbitrage : José Luís da Rosa       | Arbitrage : José Luís da Rosa |

| 14 mai 2005      | Brésil                                                             | 6–6 (a.p.)    | Portugal                                        | Plage de Copacabana, Rio de Janeiro |                                  |
|                  | Benjamin 2e 17e · Buru 6e 7e 9e · Neném 23e 34e · Júnior Negão 39e |               | Alan 2e · Madjer 3e 9e 23e 28e 39e · Marinho 5e | Arbitrage : Carlos Manuel Robles    | Arbitrage : Carlos Manuel Robles |
|                  | Rapport                                                            |               |                                                 | Arbitrage : Carlos Manuel Robles    | Arbitrage : Carlos Manuel Robles |
| Bruno · Jorginho | Tirs au but 1–2                                                    | Alan · Madjer |                                                 | Arbitrage : Carlos Manuel Robles    | Arbitrage : Carlos Manuel Robles |

### Match pour la troisième place
| 15 mai 2005 | Japon                             | 2–11 | Brésil | Plage de Copacabana, Rio de Janeiro    |                                        |
|             | Kawaharazuka 4e · Wakabayashi 17e |      | Júnior Negão 8e · Buru 9e 20e · Juninho 11e · Neném 14e 22e · Benjamin 18e · Romário 25e 26e 28e · Jorginho 34e | Arbitrage : João Martins Pinto Correia | Arbitrage : João Martins Pinto Correia |
|             | Rapport                           |      | | Arbitrage : João Martins Pinto Correia | Arbitrage : João Martins Pinto Correia |

### Finale
| 15 mai 2005 | France           | 3–3 (a.p.) | Portugal                         | Plage de Copacabana, Rio de Janeiro |                                  |
|             | Mendy 4e 18e 30e |            | Belchior 5e 35e 36e · Madjer 25e | Arbitrage : Carlos Manuel Robles    | Arbitrage : Carlos Manuel Robles |
|             | Rapport          |            |                                  | Arbitrage : Carlos Manuel Robles    | Arbitrage : Carlos Manuel Robles |
| Ottavy      | Tirs au but 1–0  | Alan       |                                  | Arbitrage : Carlos Manuel Robles    | Arbitrage : Carlos Manuel Robles |

## Statistiques, classements et buteurs

### Nombre d'équipes par confédération et par tour
| Confédération | Phase de groupes | Quarts de finale | Demi-finales | Finale | Victoire |
| ------------- | ---------------- | ---------------- | ------------ | ------ | -------- |
| UEFA          | 4                | 4                | 2            | 2      | 1        |
| CONMEBOL      | 3                | 3                | 1            |        |          |
| AFC           | 2                | 1                | 1            |        |          |
| OFC           | 1                |                  |              |        |          |
| CONCACAF      | 1                |                  |              |        |          |
| CAF           | 1                |                  |              |        |          |
| Total         | 12               | 8                | 4            | 2      | 1        |

### Ballon d'or du meilleur joueur
Le Ballon d'or est la récompense attribuée au meilleur joueur de la coupe du monde 2005.
| Place              | Joueur   |
| ------------------ | -------- |
| Médaille d'or      | Madjer   |
| Médaille d'argent  | Neném    |
| Médaille de bronze | Amarelle |

### Soulier d'or du meilleur buteur
Le Soulier d'or est attribué au meilleur buteur de la compétition. 
| Place              | Joueur        | Buts |
| ------------------ | ------------- | ---- |
| Médaille d'or      | Madjer        | 12   |
| Médaille d'argent  | Neném         | 9    |
| Médaille de bronze | Anthony Mendy | 8    |

### Autres récompenses
Le Prix du fair-play de la FIFA est attribué à l'équipe ayant fait preuve du plus bel esprit sportif et du meilleur comportement. Le Japon remporte ce prix.

### Classement du tournoi
| Place              | Équipe         |
| ------------------ | -------------- |
| Médaille d'or      | France         |
| Médaille d'argent  | Portugal       |
| Médaille de bronze | Brésil         |
| 4                  | Japon          |
| 5                  | Uruguay        |
| 6                  | Ukraine        |
| 7                  | Espagne        |
| 8                  | Argentine      |
| 9                  | Australie      |
| 10                 | États-Unis     |
| 11                 | Thaïlande      |
| 12                 | Afrique du Sud |